# Lotsekanal
El Lotsekanal és un canal al port d'Harburg a l'estat federal alemany d'Hamburg que comença al Verkehrshafen i que desemboca al Ziegelwiesenkanal i l'Holzhafen. El canal va construir-se de 1894 a 1895, junt amb el Ziegelwiesenkanal i l'Holzhafen, a la primera fase d'eixample del port d'Harburg. Va aprofitar-se el Lotse, un fossat de la ciutadella del castell d'Harburg, construït segons el Mètode Vauban i desafectat el 1815.
Des del 1960, el canal a poc a poc va perdre el seu paper pel transport de mercaderies. El senat d'Hamburg va treure la zona del canal de la zona portuària i transformar-l'en zona mixta habitatge i de serveis. Un pont giratori nou es projecta entre la plaça Kanalplatz i el carrer Lotsekai per tal de connectar el port esportiu i les urbanitzacions noves a l'illa de la ciutadella.

## Connexions
- Verkehrshafen
- Östlicher Bahnhofskanal
- Kaufhauskanal
- Ziegelwiesenkanal
- Holzhafen

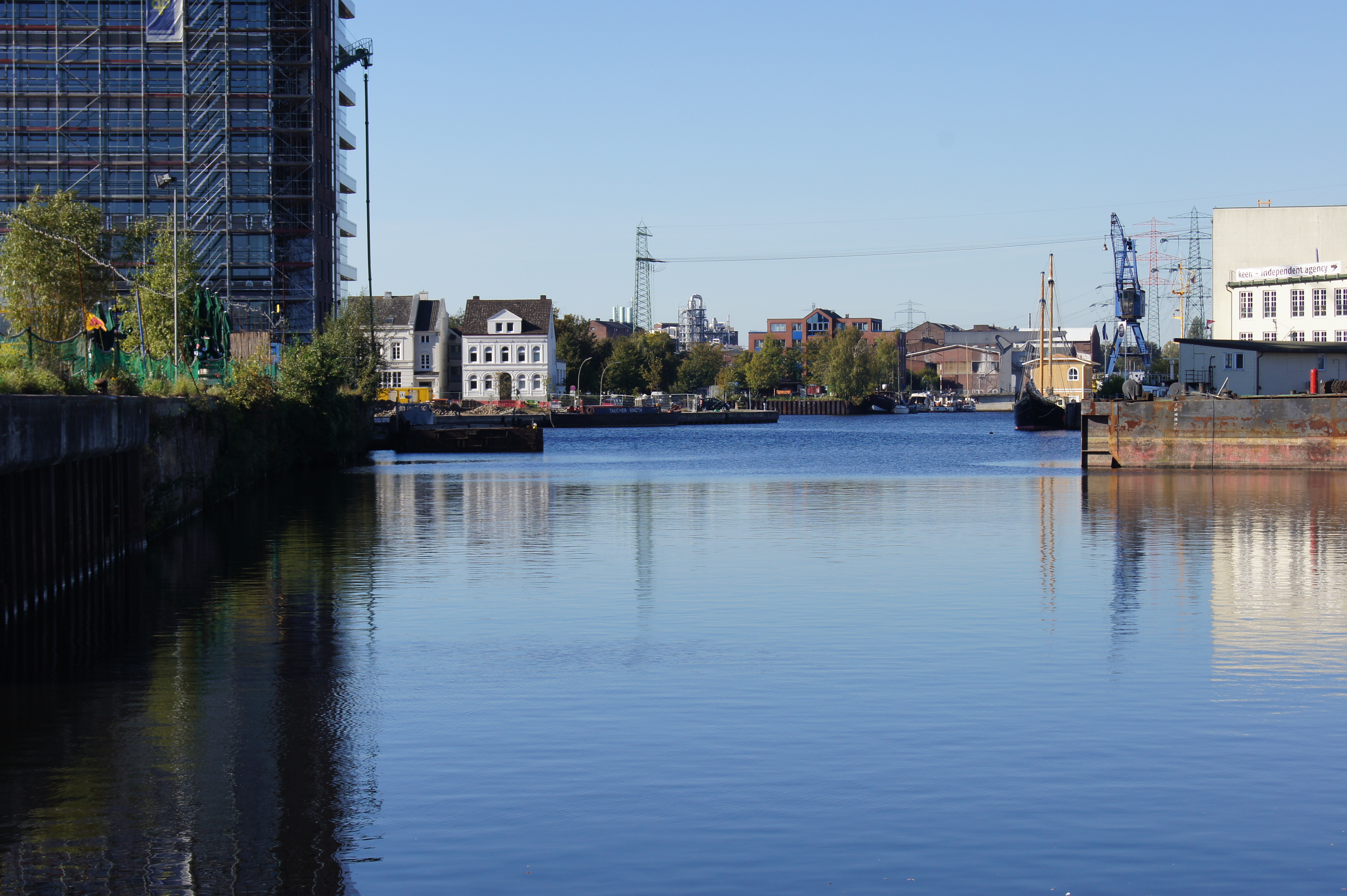
L'entrada del canal al Verkehrshafen
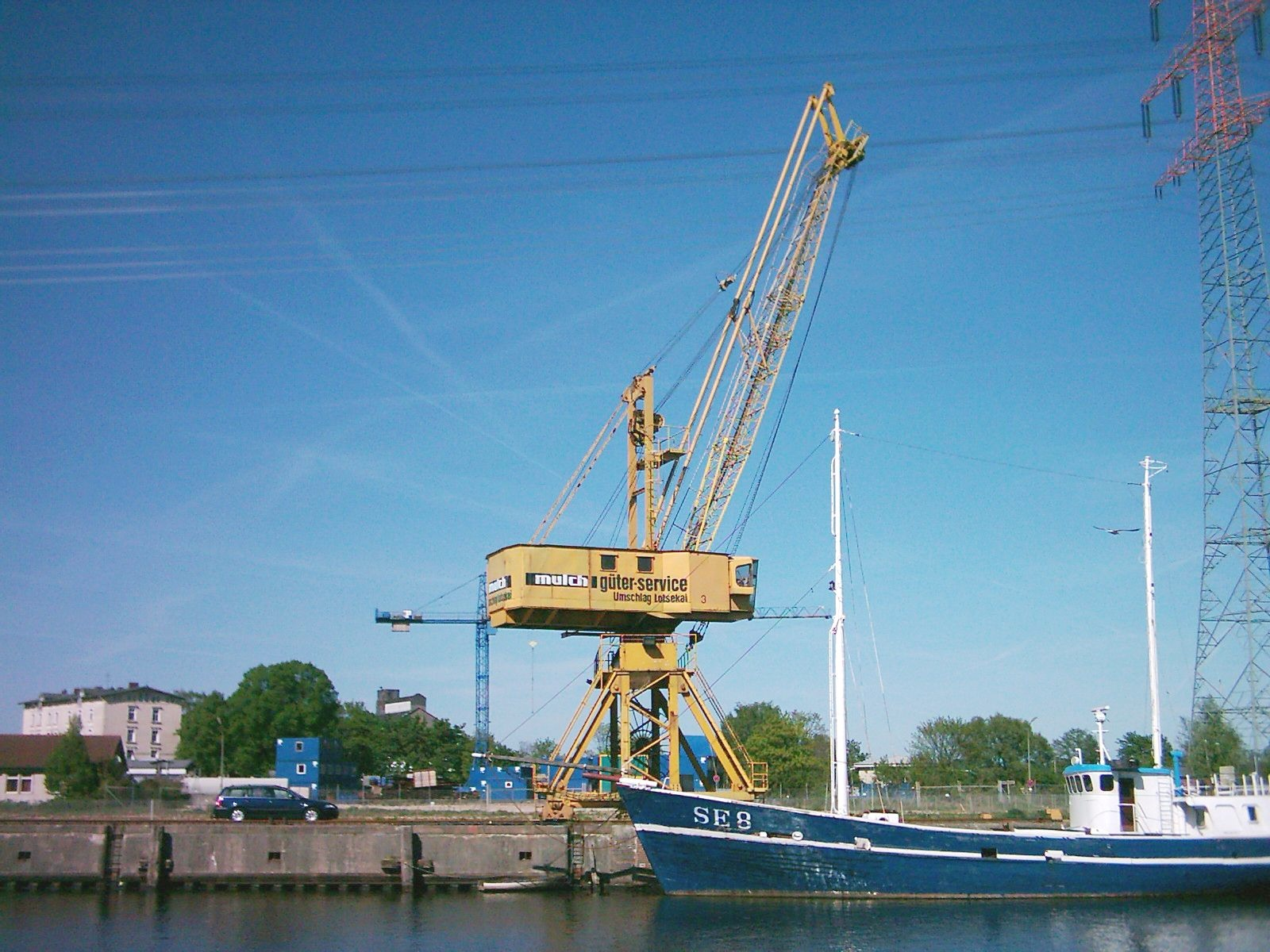
La grua Mulch
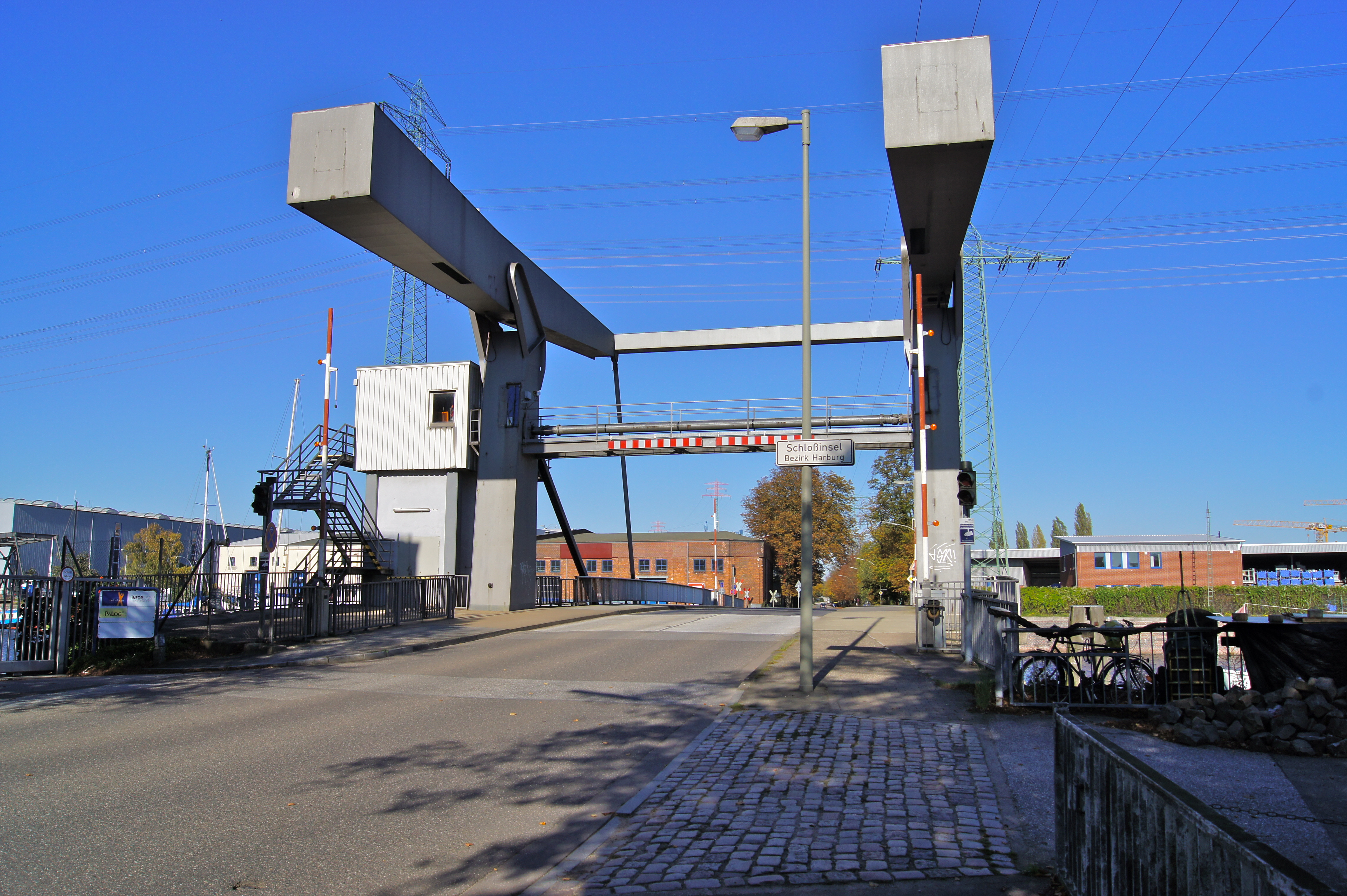
El pont al carrer Blohmstraße
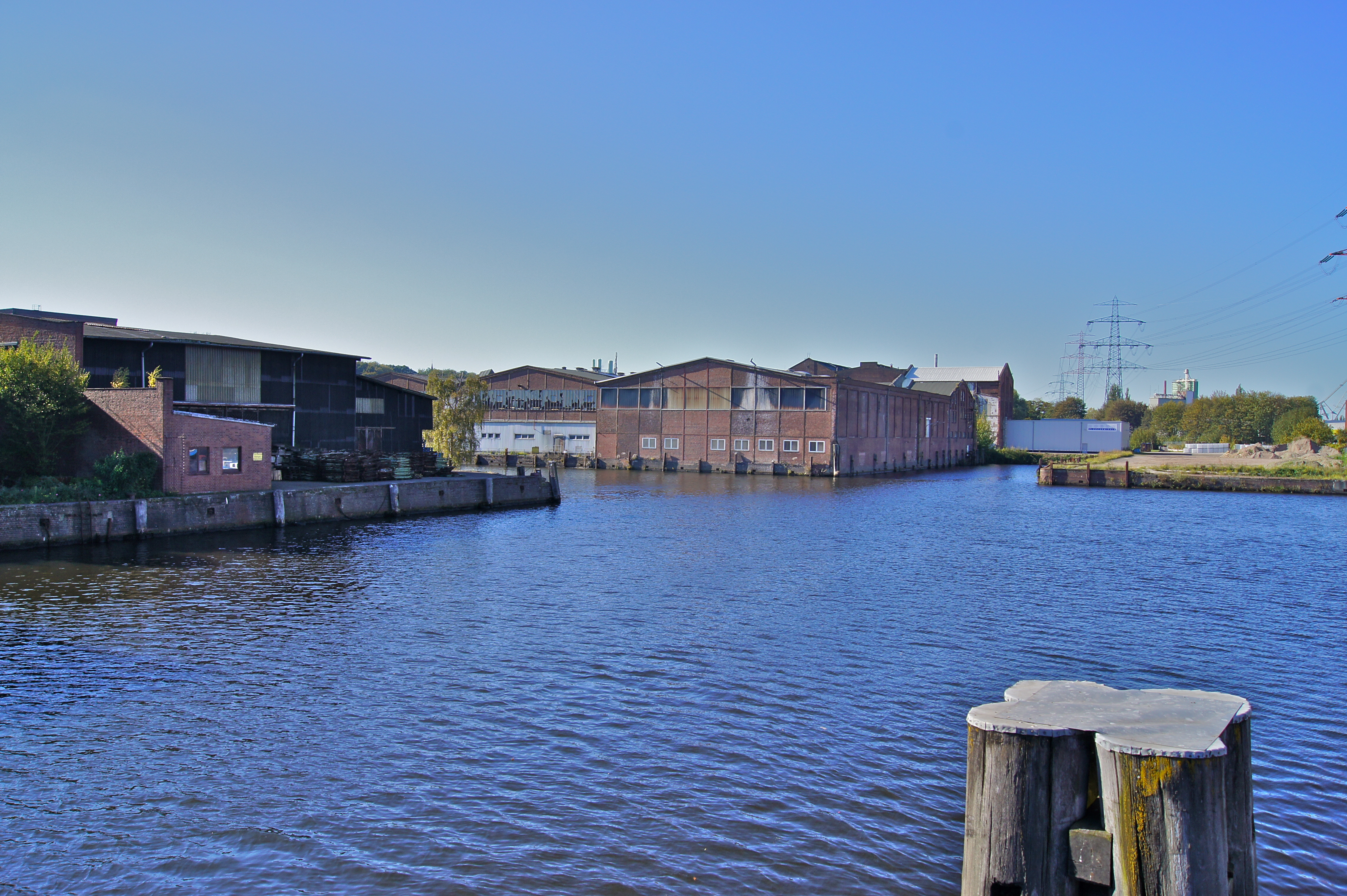
L'encreuament amb el Ziegelwiesenkanal i l'Holzhafen